# Palacio Nacional de Mafra
El Palacio Nacional de Mafra es un edificio barroco localizado en la ciudad portuguesa de Mafra. La Real Obra de Mafra (palacio, basílica, convento, jardín del "Cerco" y parque cinegético de la Tapada) fue declarada Patrimonio de la Humanidad por la Unesco el 7 de julio de 2019 en la 43.ª sesión en Bakú, Azerbaiyán.

## Historia
El Palacio Nacional de Mafra fue construido por el rey Juan V como consecuencia de la promesa realizada a su mujer, la archiduquesa María Ana de Austria, en que se comprometía a construir un monasterio si le daba descendientes. El nacimiento de la princesa Bárbara de Braganza, después mujer del rey Fernando VI de España, hizo que el rey iniciara las obras.
Los edificios de Mafra se encuentran entre las edificaciones del barroco portugués más suntuosos. El palacio fue construido a través de seis ejes simétricos, dos torres y una basílica central. El monasterio incluye una notable biblioteca con un fondo de 30 000 libros raros.
La construcción se inició el 17 de noviembre de 1717 con el proyecto de realizar un convento por trece frailes franciscanos. Pero pronto la llegada masiva de oro de Brasil hizo que el rey Juan cambiase de opinión y se decidiera por la construcción de un gran palacio. El arquitecto Johann Friederich Ludwig anunció los cambios de planes e inició la construcción de un gran palacio que movilizó a más de 52.000 trabajadores de todo el país. 
Finalmente la construcción del palacio permitió ubicar hasta a 330 frailes franciscanos sin tener que reducir el tamaño del palacio proyectado. El palacio fue inaugurado el 22 de octubre de 1730 en honor del 41.er aniversario del rey Juan V con una serie de fiestas que duraron 8 días.
Mafra nunca fue ocupado de forma estable por la familia real portuguesa a pesar de que se convirtiera en una parada habitual y un lugar de descanso para los miembros de la misma. Los magníficos bosques de Mafra garantizaron un espacio de caza formidable para los diferentes príncipes portugueses, muy aficionados a la caza.

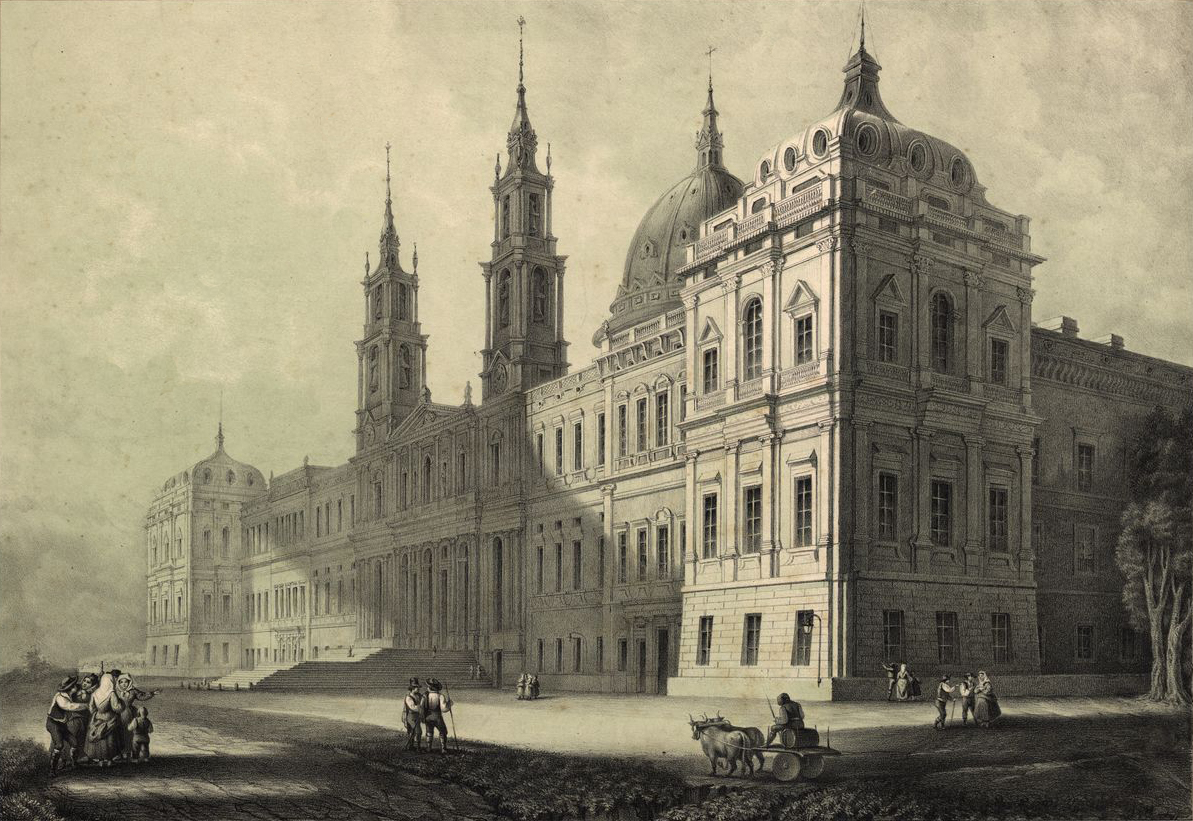
Litografía de 1853

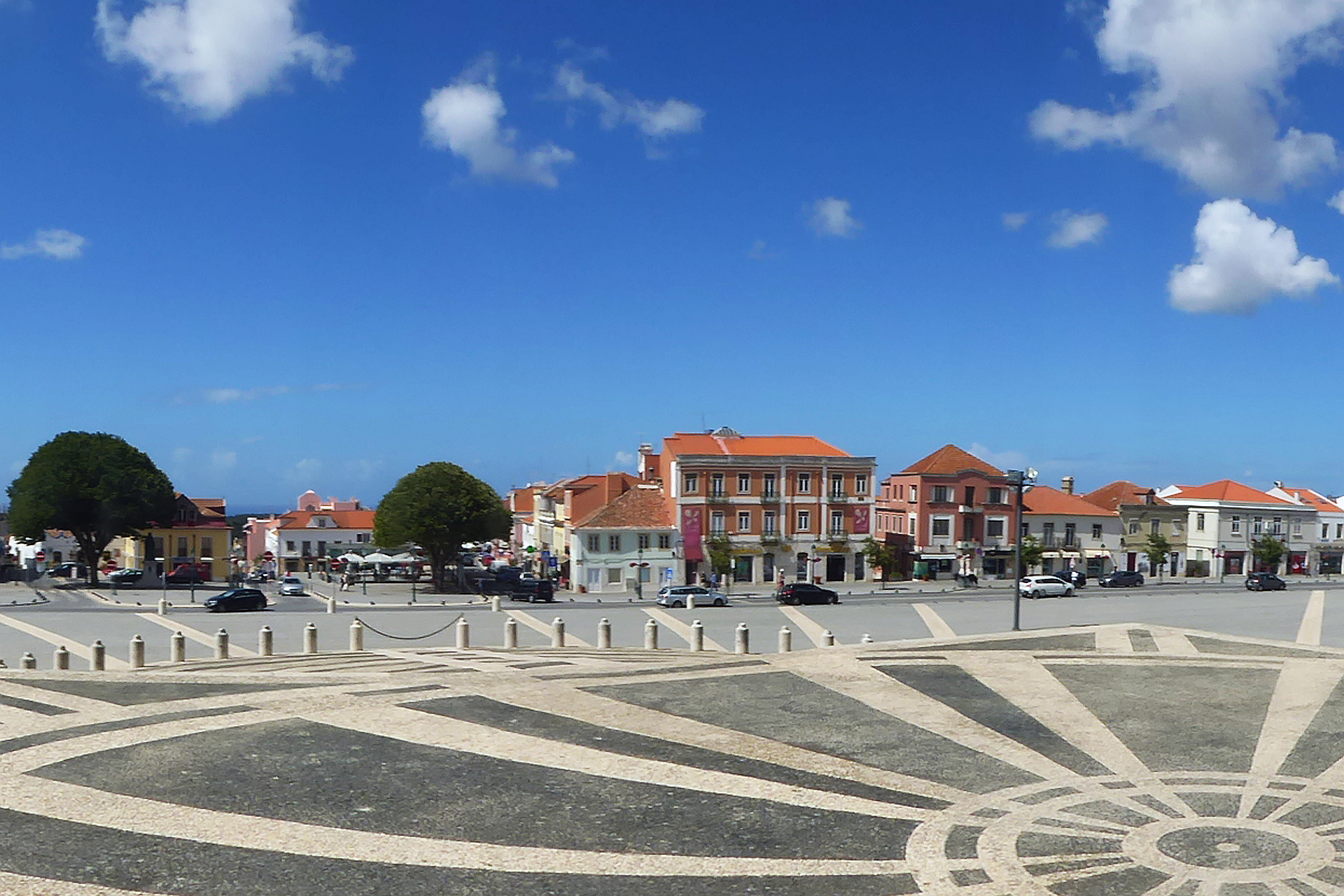
Plaza Terreiro D. João V frente al Palacio Nacional en Mafra

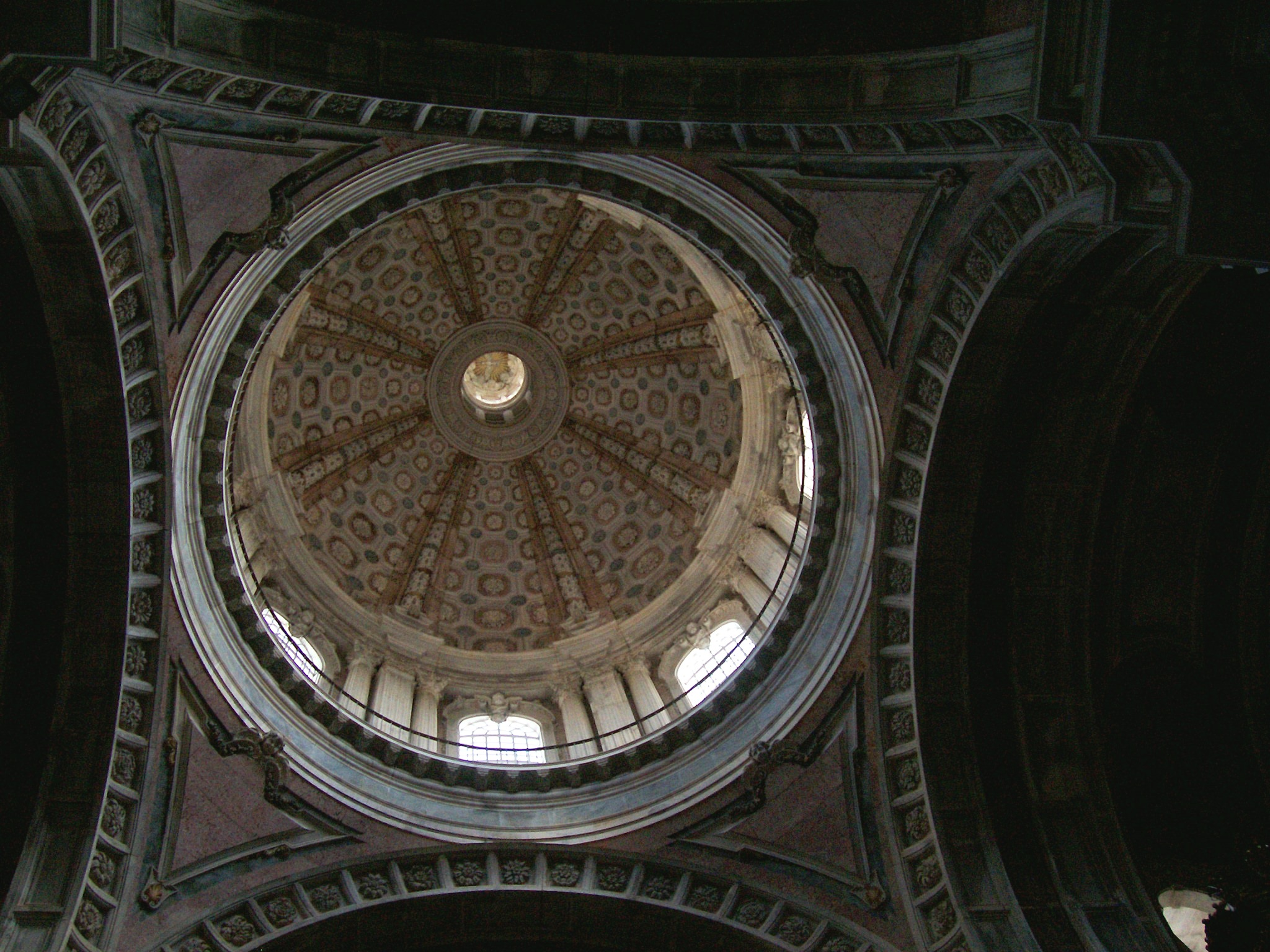
Cúpula

Durante el reinado de Juan VI se llevó a cabo un importante programa de restauración, a pesar de que nunca fue habitado por el soberano. Además, a raíz de la huida de la familia real portuguesa en 1807 hacia Brasil, la mayoría de los mejores muebles y piezas de arte del palacio partieron también hacia Brasil.
En 1834, después de la guerra que enfrentó a los liberales partidarios de la reina María II con los conservadores partidarios de Miguel I, la reina María ordenó la disolución de las órdenes religiosas, lo que provocó el abandono del monasterio por parte de los frailes franciscanos. Los últimos monarcas de la Casa de Braganza utilizaron el palacio únicamente como punto de caza y el último rey, Manuel II, partió del monasterio hacia el exilio inglés.
El palacio fue declarado monumento nacional en 1907 y abierto al público como museo en 1911. Hoy en día, el edificio está conservado por el Instituto del Patrimonio Arquitectónico de Portugal, que ha llevado a cabo diferentes programas de restauración y conservación; uno de los más importantes es el que afectó a la fachada principal. Estos programas de restauración han contado con la ayuda de miembros de la comunidad internacional especializados en la restauración de edificios históricos.

## Descripción

### Exterior
La fachada, construida con piedra caliza local, tiene 220 m de largo. En cada extremo de la fachada se levanta una torre cuadrada con una cúpula redondeada, como las que se encuentran en Europa Central. La iglesia, construida en mármol blanco, se sitúa en el centro de la fachada principal, flanqueada simétricamente a ambos lados por el palacio real. El balcón benedictino en el centro se refleja claramente en el balcón de la Basílica de San Pedro en el Vaticano. Pero este balcón está más destinado al rey, como símbolo de su poder, que a las bendiciones de un prelado.
Las dos torres de la iglesia tienen 68 metros de altura. Sus dos carillones contienen en total 92 campanas de iglesia fundada en Amberes. Las dos torres están conectadas por dos filas de columnas corintias. La fila superior contiene las estatuas de Santo Domingo y San Francisco, esculpidas en mármol, colocadas en un nicho a cada lado del balcón. La fila inferior contiene las estatuas de Santa Clara y Santa Isabel de Hungría.

### Palacio Real
Los apartamentos reales se encuentran en el segundo piso. Los apartamentos del rey están situados al final del palacio, mientras que los apartamentos de la reina están a 200 metros en el otro extremo.
Como el rey Juan VI se había llevado algunas de las mejores obras de arte y muebles del edificio cuando la familia real huyó a Brasil en 1808 ante el avance de las tropas francesas, la mayoría de las habitaciones tuvieron que ser redecoradas en el estilo original. La sala de trofeos de caza está decorada con numerosos cráneos de ciervo, los muebles están hechos de astas y cubiertos con piel de ciervo e incluso los candelabros están hechos de astas de ciervo.

### Basílica

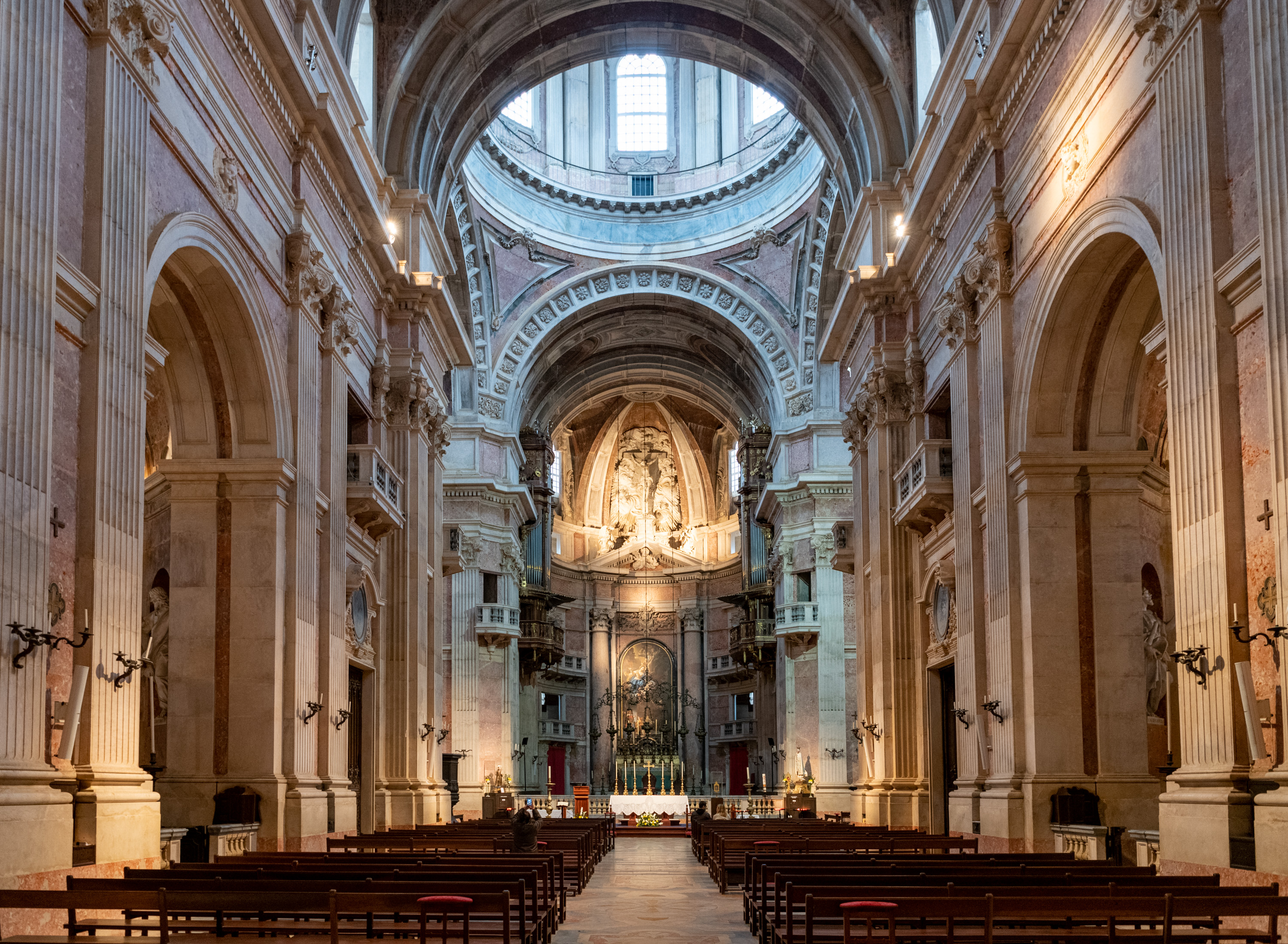
Nave principal de la basílica.

La iglesia está construida en forma de cruz latina con una longitud de 63 metros. Es bastante estrecha (16,5 m), impresión acentuada por la altura de su nave (21,5 m). El vestíbulo (pórtico de Galilea) contiene un grupo de grandes esculturas de mármol, que representan a los santos patrones de varias órdenes monásticas.
El interior utiliza abundantemente mármol local de color rosa, entremezclado con mármol blanco en diferentes diseños. Los diseños multicolores del suelo se repiten en el techo. La bóveda de cañón se apoya sobre semicolumnas corintias estriadas situadas entre las capillas laterales. Las capillas del crucero contienen retablos en jaspe realizados por escultores de la Escuela de Mafra. Las naves laterales exhiben 58 estatuas de mármol encargadas a los mejores escultores romanos de su época. La capilla de Todos los Santos en el crucero está protegida del crucero por rejas de hierro con adornos de bronce, realizadas en Amberes.

### Biblioteca

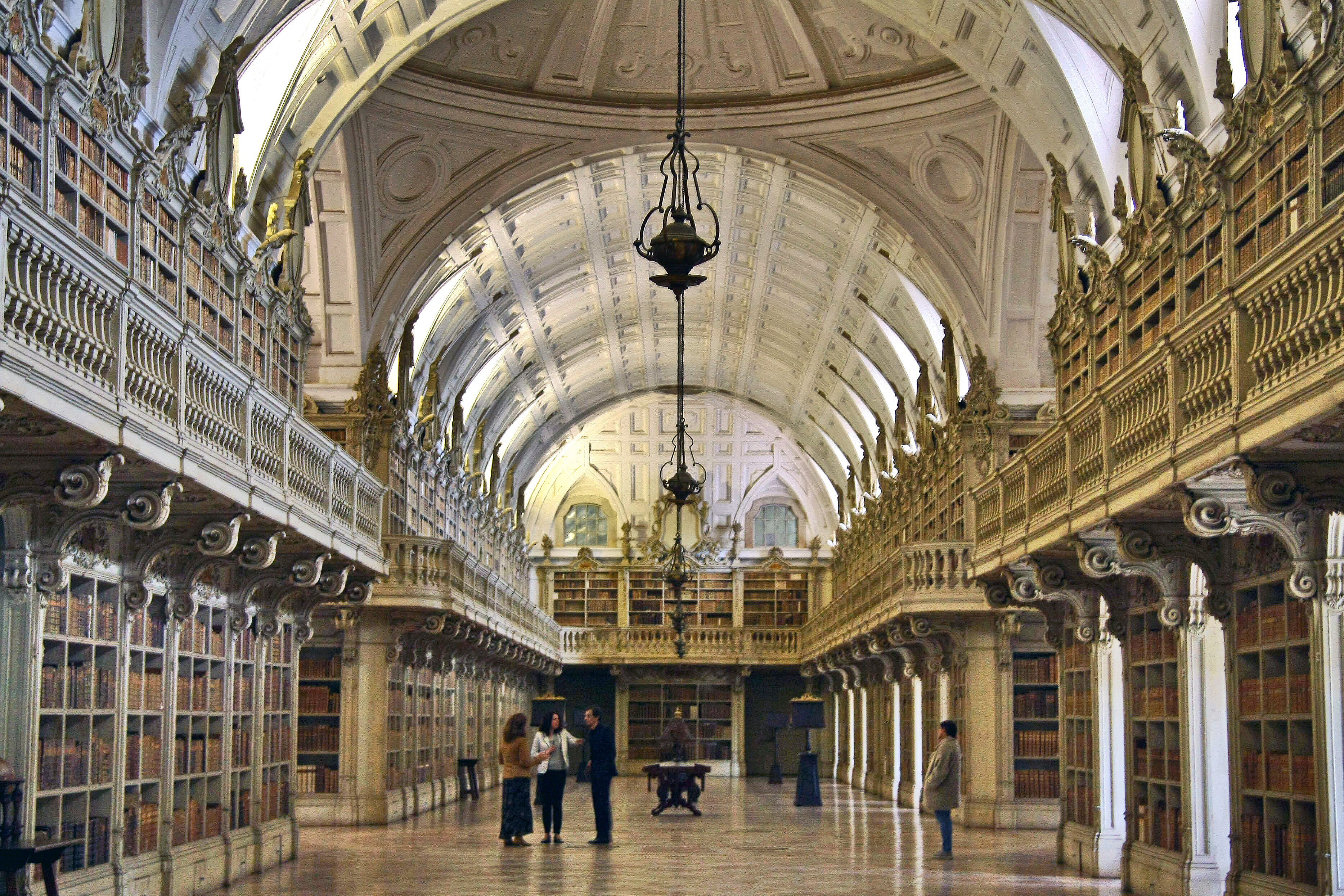
Biblioteca.

La biblioteca rococó, situada en la parte trasera del segundo piso, es de lo más destacado de este palacio. Construida por Manuel Caetano de Sousa, esta biblioteca tiene 88 m de largo, 9,5 m de ancho y 13 m de alto. El suelo está revestido con baldosas de mármol rosa, gris y blanco. Las estanterías de madera de estilo rococó están situadas en las paredes laterales en dos filas, separadas por un balcón con barandilla de madera. Contienen más de 36 000 volúmenes encuadernados en cuero, que atestiguan el alcance del conocimiento occidental desde el siglo XIV al XIX.

## En la cultura popular
- Existen varias leyendas sobre Mafra. La más conocida habla de ratas gigantes capaces de comer gente viva que habite el palacio. Otra explica la existencia de un túnel que une Mafra con Ericeira, y que el rey Manuel II utilizó en 1910 para huir al exilio.

- José Saramago hace una referencia del monasterio-palacio en una de sus novelas, Memorial del convento. Saramago, a través de un habitante de Mafra vinculado en el proceso de construcción del palacio, explica minuciosamente los detalles de la edificación.

- La parroquia de Mafra y la Real y Venerable Hermandad del Santísimo Sacramento de Mafra tienen su sede en la basílica del palacio.